# Agatha Zethraeus
Agatha Zethraeus (Amsterdam, 23 december 1872 – Zeist, 25 juli 1966) was een Zweeds-Nederlandse kunstenares. Zij legde zich toe op stadsgezichten, met name van haar woonstad Amsterdam. Zij was een leerling en goede vriendin van Piet Mondriaan. 

## Biografie
Ze groeide op in een cultuurminnend gezin aan de Amsterdamse Keizersgracht. Rond 1893 rondde ze haar opleiding aan de Dagteekenschool voor Meisjes af. Het duurde nog enige jaren voor ze zich actief op het schilderen toelegde. Een van haar vroegste schilderijen is gemaakt in 1898. Het stelt een huis in de Zweedse vakantieplaats Tenö voor, waar Zethraeus en haar familie regelmatig kwamen. 
Om zich na haar opleiding verder in het schilderen te bekwamen, nam Agatha lessen bij diverse kunstenaars, waaronder Cornelis Kuypers, Piet van Wijngaerdt, Jan Hanau en Piet Mondriaan. De lessen die ze van Mondriaan kreeg, waren de start van een veertig jaar durende vriendschap. Tot 1911, het jaar waarin Mondriaan naar Parijs ging, hadden de twee het meest frequent contact. Daarna schreven ze elkaar en Zethraeus zocht Mondriaan nog enkele malen op in Parijs.  
Begin 1908 stond Zethraeus model voor Mondriaan. Hij maakte een houtskooltekening van haar die hij uitwerkte tot het schilderij Portret van een meisje in rood (collectie Kunstmuseum Den Haag). Van alle leermeesters die Zethraeus had, was haar band met Mondriaan het meest innig en hij heeft de grootste artistieke invloed op haar gehad. Ze ging, net als hij, op zoek naar harmonie en koos vaker voor opvallende standpunten en kleurvariatie. Dat komt vooral naar voren in de waterpartijen van de Zweedse landschappen die ze maakte. Hier durfde Zethraeus een grote variatie aan kleuren met losse penseelstreken op het schilderslinnen aan te brengen. Ze liet het water niet alleen bestaan uit grijs- en blauwtinten, maar vermengde die met roze, zachtgeel en oranje, zoals Mondriaan dat met zijn luchten deed. 
Zethraeus heeft het grootste deel van haar leven in Amsterdam gewoond. Ze voelde zich erg tot de stad aangetrokken en legde menig mooi uitzicht vast: “Ofschoon ik van alles heb geschilderd wat mijn oog boeide door kleur of lijn, voel ik mij toch het meest aangetrokken tot het stadsgezicht. Amsterdam in regen -of sneeuw stemming, daar smul ik van en voel me dan volmaakt gelukkig, een groot voorrecht wat den kunstenaar ten deel valt, boven zooveel anderen.” Ze schilderde onder meer de Zuiderkerk, de Zwanenburgwal, het Damrak, de Spiegelstraat, de Schreierstoren, het Paleis voor Volksvlijt en diverse plekken in de Jodenbuurt rondom de Nieuwmarkt. Zethraeus exposeerde haar werk veelvuldig met Sint Lucas, De Onafhankelijken en Arti et Amicitiae, de Amsterdamse kunstenaarsverenigingen waar ze lid van was. Menigmaal viel ze op tussen de andere exposanten. Zo schreef de Utrechtse Courant in 1906 over een van haar werken: “Stadsgezicht heeft opmerkelijk goede kwaliteiten, de toon vooral is zeer gelukkig en 't is ook gevoeld, dat aardig gevonden stadshoekje.”
Tot het einde van de jaren vijftig exposeerde Zethraeus frequent. In 1960, ze was toen 87, sloot ze haar carrière af met een overzichtstentoonstelling in de Utrechtse kunsthandel Jacobitoren. Haar vroege werk, zoals Rembrandtplein, waarop wachtende koetsjes en een bonte reclamezuil te zien zijn, is dan al tot de nostalgie gaan behoren. Na haar overlijden bleef de naam Agatha Zethraeaus verbonden aan Piet Mondriaan, maar haar werk raakte in de vergetelheid tot in 2014 een publicatie over haar leven en werk verscheen en een overzichtstentoonstelling te zien was in het Mondriaanhuis in Amersfoort.

## Verder lezen
Agatha Zethraeus, vriendin, leerling en model van Piet Mondriaan (2014), door Katjuscha Otte, Ingelies Vermeulen, Jan van den Braak.
- Biografisch Portaal: 37952324
- Gemeinsame Normdatei: 1066614555
- International Standard Name Identifier: 0000 0004 4525 061X
- Library of Congress Control Number: no2015047590
- RKD-Nederlands Instituut voor Kunstgeschiedenis: 92107
- Union List of Artist Names: 500768827
- Virtual International Authority File: 313478148
- WorldCat: E39PBJxd6wyFWd7mkcRXfPT4MP